# Ge Yongxi
Ge Yongxi (chinesisch 葛永喜, Pinyin Gé Yǒngxǐ, geboren am 5. März 1974 in Wuhu) ist ein chinesischer Rechtsanwalt, der dafür bekannt ist, Fälle von Weiquan-Rechtsanwälten übernommen zu haben. Ge wohnt in Foshan, Provinz Guangdong und arbeitet bei der Anwaltskanzlei An Guo.
Ge verteidigte christliche Pfarrer; Aktivisten, die gegen Korruption waren; und diejenigen, die einer gewaltfreien, zivilen und „unfolgsamen“ Bewegung angehörten. Aufgrund seiner Arbeit wurde er bedroht, belästigt, inhaftiert und geschlagen.
Im September 2015 wollte Ge Yongxi nach Hongkong reisen, doch wurde er daran gehindert, ohne dass ihm irgendwelche Papiere vorgewiesen oder Gründe genannt wurden. Im Jahr 2015 wurde der Menschenrechtsanwalt Ge wegen seiner Arbeit mehrmals verhört und eingesperrt.

## Wegen Verteidigung inhaftiert
Ge Yongxi wurde im Juni 2015 im Kreis Qing’an in der Provinz Heilongjiang inhaftiert, weil er versucht hatte, Rechtsanwälte zu vertreten, die von den örtlichen Behörden willkürlich festgenommen worden waren. Ge war zusammen mit seinen Kollegen Tang Tianhao, Ma Lianshun und Xu Zhong nach Qing’an gegangen, wo sie die Anwälte You Feizhu und Ma Wei verteidigen wollten, die willkürlich festgenommen worden waren. Da ihnen die hiesige Polizei nicht weiterhalf, meldeten Ge und seine Kollegen die beiden Anwälte als vermisst. Später wurden Ge, Tang, Ma und Xu selbst eingesperrt. Ge, Tang und Ma erhielten eine fünfzehntägige Verwaltungshaft, Xu wurde 26 Stunden festgehalten.
Ge wurde zusammen mit seinen Kollegen freigelassen, nachdem eine landesweite Petition gestartet worden war, die 733 Anwälte unterzeichnet hatten. Diese Petition wurde dem Ständigen Ausschuss des Nationalen Volkskongresses unterbreitet und forderte eine Erklärung für die Umstände der Verhaftung von Ge. Auch You Feizhu und Ma Wei wurden später wieder freigelassen.
Front Line Defenders schrieb, dass sie die Freilassung von Ge Yongxi begrüßen, doch seien sie äußert besorgt über den anwachsenden Missbrauch an Menschenrechtsanwälten, die einfach nur ihre Arbeit machen. Weiterhin stelle dies eine Einschüchterungsstrategie der Behörden Chinas gegenüber Menschenrechtsverteidigern dar.
Am 8. September 2015 wurde Ge ohne ersichtlichen Grund daran gehindert, nach Hongkong zu reisen. Des Weiteren wurde er über seine Menschenrechtsarbeit befragt. Dies führte zu Spekulationen, dass dies der Grund für das Reiseverbot gewesen sein könnte.

## Wegen Karikatur verhaftet
Ge Yongxi wurde im April 2016, im Anschluss an die Enthüllungen der Panama-Papers, festgenommen und wegen „Beleidigung anderer Menschen“ angeklagt. Er hatte ein Bild des Panamakanals mit einem computer-bearbeiteten Bild der Führer der Kommunistischen Partei Chinas veröffentlicht, womit er darstellen wollte, dass diese im Ausland über Reichtümer verfügen sollen. Ge hatte das Bild auf einer Social-Media-Plattform veröffentlicht und wollte es als Witz darstellen. Sein Anwalt erwähnte, er hätte sich nur über einen nahen Verwandten des Präsidenten Xi Jinping lustig machen wollen, der in den Panama-Papers genannt worden war.
Ge sagte gegenüber BBC News, dass er von der Polizei gefragt wurde, woher er das Bild habe, und er musste ein schriftliches Versprechen abgeben, das Bild nicht wieder zu posten. Nachdem Ge diese Erklärung unterschrieben hatte, wurde er nach 22 Stunden Haft freigelassen.

## Verteidigung führt zur Festnahme
Die Washington Post berichtete im April 2016, dass Ge Yongxi seit 2013 Zivilrechtsfälle übernommen habe. Ge hatte Tang Jingling, einen bekannten Rechtsanwalt verteidigt, der wegen Subversion zu fünf Jahren Haft verurteilt worden war. Ge durfte, während er Tang verteidigte, China nicht verlassen. Im Juni wurde Ge erneut verhaftet, während er einen anderen Anwalt verteidigte, und im Juli wegen seiner Beteiligung an der Rechtsanwaltsbewegung verhört.
Als Ge im Juni 2016 in den Landkonflikt des Dorfes Wukan involviert wurde, schrieb er auf Sina Weibo, dass er von den Behörden bedroht worden sei, damit er von dem Fall zurücktrete. Ge war von den Söhnen des Lin Zuluan engagiert worden. Lin war einer der Protestführer, die von örtlichen Beamten mit unklaren Anklagepunkten verhaftet worden waren. Die Hong Kong Free Press berichtete im Juni 2016, dass Lin wegen des Verdachtes verhaftet worden sei, Bestechungsgelder angenommen zu haben.
Ge hatte auf Weibo im Internet veröffentlicht, dass er von seiner Kanzlei benachrichtigt wurde, dass das Justizamt der Kanzlei befohlen habe, das Geld für die Verteidigung von Lin zurückzugeben. Dieser Beitrag wurde jedoch wieder gelöscht.
Gegenüber Hong Kong Free Press äußerte Ge: „Mitten in der Nacht verhaftet, ein schnelles Geständnis, eine TV-Parade, eine umfassende Überwachung – das beweist nur einen Punkt: Dieses Land hat keine Gerechtigkeit!“ Als er von der Hongkonger Wochenzeitung HK01 kontaktiert wurde, sagte Ge Yongxi, dass das Justizamt keine Rechtsgrundlage habe, ihm zu befehlen, sich von dem Fall zurückzuziehen. Ge erwähnte, dass das Justizamt in Guangzhou und das Öffentliche Sicherheitsamt sich mit ihm treffen wollten. Dies führte bei ihm zu der Vermutung, dass seine persönliche Sicherheit gefährdet sein könnte.